# 村岡寛
村岡 寛（むらおか ひろし、1950年12月1日 - ）は、日本の実業家。エースコック代表取締役社長、日本即席食品工業協会理事長。実父はエースコック創業者で初代社長で会長を務めた村岡慶二。

## 来歴・人物
大阪府出身（生まれは兵庫県）。関西学院大学経済学部卒業後、1975年にエースコック入社。同常務取締役、1990年専務取締役マーケティング本部長を経て、1994年に社長就任。2001年にスープはるさめを開発し、当社の大ヒット商品となった。海外にはベトナム、近年にはミャンマーに子会社を進出させている。
2011年日本即席食品工業協会理事長。2020年日本即席食品工業協会理事長。
2024年3月28日、長男の村岡寛人専務が新社長に就任し、相談役となる。
1959年に制定されたシンボルマークの「こぶた」は、当時9歳の寛がモデルとなっている。